# 工藤祐信
工藤 祐信（くどう　すけのぶ、1927年9月11日 - 2012年4月17日）は、岩手県盛岡市出身のスピードスケート選手。早稲田大学卒業。

## 人物
予科練から戻ってからスケートを始めた。1948年の国民体育大会では1500mで2位となった。岩手県立盛岡農業高等学校（当時 岩手県立柏高等学校）教諭を務めていた1952年に、オスロオリンピックに出場。男子500ｍで15位、1,500mで33位という記録を残した。
現役引退後は、日本スケート連盟スピードスケート委員長を務めたり、1998年から2007年まで岩手県スケート連盟会長を務めた。
盛岡市が1998年冬季オリンピックの開催地に立候補した際、誘致活動に携わっている。
2012年4月17日、腎不全のために岩手県盛岡市の病院にて逝去。84歳没。

## 賞詞
- 岩手日報体育賞 - （1952年）[1]
- 全国体育功労者表彰【文部大臣表彰】 - （1994年）

## 脚註
1. 1 2 3 4 5  “工藤祐信氏が死去 84歳、52年の冬季五輪出場”.  岩手日報 (2012年4月19日). 2012年4月19日閲覧。
2. 1 2  “「風土計」”.   岩手日報 (2012年4月21日). 2012年5月9日閲覧。